# Bomberjacka

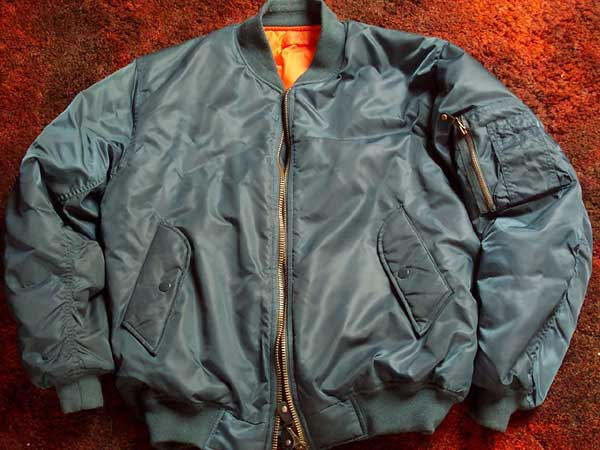
Bomberjacka

Bomberjacka (egentligen MA-1) är en typ av jacka som togs fram på 1950-talet och ursprungligen bars av stridspiloter i USA:s flygvapen.
Stridspiloter hade traditionellt burit skinnjackor med pälsfoder, men vid övergången till jetplan på 1950-talet togs denna jacka fram av nylon med foder av polyester.
Under 1990-talet blev bomberjackan i bland annat Sverige starkt förknippad med skinheads (skinnskallar). Under 2000-talet har olika typer av bomberjackmodeller blivit ett accepterat mode i samhället.
Jackan är oftast svart, grön eller blå, med ett orange foder som är tänkt att vändas ut i situationer då piloter behöver lokaliseras av räddningspersonal.